# Željko Adžić
Željko Adžić (Požega, 28 agosto 1965) è un ex calciatore croato, di ruolo centrocampista.

## Carriera

### Club
Ha giocato nella prima divisione jugoslava ed in quella croata con la Dinamo Zagabria, club con cui nel corso degli anni ha anche giocato 2 partite in Coppa UEFA e 3 partite (con 2 reti segnate) nei turni preliminari di UEFA Champions League.

### Nazionale
Nel 1993 ha giocato una partita amichevole con la maglia della nazionale croata.

## Statistiche

### Cronologia presenze e reti in nazionale
| Cronologia completa delle presenze e delle reti in nazionale ― Croazia | Cronologia completa delle presenze e delle reti in nazionale ― Croazia | Cronologia completa delle presenze e delle reti in nazionale ― Croazia | Cronologia completa delle presenze e delle reti in nazionale ― Croazia | Cronologia completa delle presenze e delle reti in nazionale ― Croazia | Cronologia completa delle presenze e delle reti in nazionale ― Croazia | Cronologia completa delle presenze e delle reti in nazionale ― Croazia | Cronologia completa delle presenze e delle reti in nazionale ― Croazia |
| Data                                                                   | Città                                                                  | In casa                                                                | Risultato                                                              | Ospiti                                                                 | Competizione                                                           | Reti                                                                   | Note                                                                   |
| ---------------------------------------------------------------------- | ---------------------------------------------------------------------- | ---------------------------------------------------------------------- | ---------------------------------------------------------------------- | ---------------------------------------------------------------------- | ---------------------------------------------------------------------- | ---------------------------------------------------------------------- | ---------------------------------------------------------------------- |
| 25-6-1993                                                              | Zagabria                                                               | Croazia                                                                | 3 – 1                                                                  | Ucraina                                                                | Amichevole                                                             | 1                                                                      | 75’                                                                    |
| Totale                                                                 |                                                                        | Presenze                                                               | 1                                                                      |                                                                        | Reti                                                                   | 1                                                                      |                                                                        |

## Palmarès

### Club

#### Competizioni nazionali
- Campionato croato: 1

Dinamo Zagabria: 1992-1993
- Coppa di Croazia: 1

Dinamo Zagabria: 1993-1994

### Individuale
- Capocannoniere della Coppa di Croazia: 1

1992 (4 reti)